# Sand-Silberscharten-Standorte bei Quedlinburg
Die Sand-Silberscharten-Standorte bei Quedlinburg sind ein FFH-Gebiet in den Städten Blankenburg (Harz), Quedlinburg und Thale im Landkreis Harz in Sachsen-Anhalt.

## Allgemeines
Das FFH-Gebiet ist circa 15 Hektar groß (beim Bundesamt für Naturschutz ist die Größe mit 12,88 Hektar angegeben). Es überschneidet sich größtenteils mit dem Landschaftsschutzgebiet „Harz und nördliches Harzvorland“ und umfasst mehrere Flächennaturdenkmale. Das FFH-Gebiet ist durch die Landesverordnung zur Unterschutzstellung der Natura 2000-Gebiete im Land Sachsen-Anhalt (N2000-LVO LSA) seit dem 21. Dezember 2018 rechtlich gesichert. Zuständige untere Naturschutzbehörde ist der Landkreis Harz.

## Beschreibung
Das aus zehn überwiegend kleinflächigen Teilflächen bestehende FFH-Gebiet liegt nördlich, nordwestlich und westlich von Quedlinburg sowie nordöstlich von Blankenburg (Harz) im Naturpark Harz/Sachsen-Anhalt (lediglich zwei Teilflächen nördlich von Quedlinburg liegen außerhalb des Naturparks) in einer überwiegend landwirtschaftlich genutzten Landschaft. Im FFH-Gebiet siedeln bedeutsame Bestände der Sand-Silberscharte. Die Flächen sind als Sandrasen und kleinflächig als Steppen-Trockenrasen ausgebildet. Auf den Sandrasen siedeln Blauschillergrasrasen und Grasnelkenfluren, die Steppen-Trockenrasen beherbergen Vorkommen von Walliser Schwingel, Pfriemengras, Frühlingsadonisröschen und Gelbscheidigem Federgras.
Das FFH-Gebiet ist Lebensraum für Zauneidechse und Wechselkröte.